# Blindham (Ortenburg)
Blindham ist ein Ortsteil des Marktes Ortenburg im niederbayerischen Landkreis Passau.

## Geographie
Das Dorf befindet sich 4 km nördlich von Ortenburg und 20 km westlich von Passau. Unmittelbar nördlich grenzt der Ortsteil Neustift an.

## Infrastruktur
Zur Wasserversorgung besitzt Blindham einen eigenen Brunnen.
Die örtliche Kläranlage reinigt die Abwässer von etwa 1.200 Hausanschlüssen.
Die eingleisige Wolfachtalbahn führt noch bis Blindham, doch wurde die hiesige Betriebsstelle geschlossen. 